# Juke Girl
Juke Girl is een Amerikaanse dramafilm in zwart-wit uit 1942 onder regie van Curtis Bernhardt. De film is gebaseerd op een verhaal van Theodore Pratt en werd destijds niet in Nederland uitgebracht.

## Verhaal
Steve en Danny zijn boeren die op zoek zijn naar werk in Florida. Steve wordt verliefd op een serveerster genaamd Lola Mears en raakt ondertussen verwikkeld in een heftige concurrentiestrijd tussen verschillende boeren, waarbij zijn vriendschap met Danny op het spel komt te staan.

## Rolverdeling
| Acteur            | Personage             |
| ----------------- | --------------------- |
| Ann Sheridan      | Lola Mears            |
| Ronald Reagan     | Steve Talbot          |
| Richard Whorf     | Danny Frazier         |
| George Tobias     | Nick Garcos           |
| Gene Lockhart     | Henry Madden          |
| Alan Hale         | Yippee                |
| Betty Brewer      | Skeeter               |
| Howard Da Silva   | Cully                 |
| Donald MacBride   | "Muckeye" John        |
| Willard Robertson | Mister Just           |
| Faye Emerson      | Violet "Murph" Murphy |
| Willie Best       | Jo-Mo                 |

## Productie
Ida Lupino werd overwogen voor de vrouwelijke hoofdrol, maar zij sloeg deze af omdat ze naar eigen zeggen niet het geschikte accent had voor de rol.